# Scot Gemmill
Scotland „Scot“ Gemmill (* 2. Januar 1971 in Paisley) ist ein ehemaliger schottischer Fußballspieler. Er ist der Sohn des ehemaligen Fußballspielers Archie Gemmill und spielte im zentralen Mittelfeld. Zuletzt war er in der A-League bei den New Zealand Knights aktiv.

## Karriere
Gemmills Profikarriere begann 1990 bei Nottingham Forest, wo er zuvor auch in der Jugend gespielt hatte. Bereits sein Vater Archie Gemmill war von 1977 bis 1979 für Forest aktiv und hatte dort eine englische Meisterschaft sowie den Europapokal der Landesmeister gewonnen. Sein erster Trainer war Brian Clough der Nottingham bereits zu den Zeiten seines Vaters trainiert hatte. Sein Debüt feierte er im März 1991 beim Auswärtssieg über den FC Wimbledon und er kam in der Saison noch zu einem weiteren Einsatz. Sein erstes Profijahr schloss er als Tabellenachter in der First Division 1990/91 ab. Als großen Erfolg konnte sein Team den Einzug ins FA Cup Finale 1991 feiern, dies war Forest zuletzt 1959 gelungen. Seine Mannschaft verlor das Spiel unglücklich mit 1:2 nach Verlängerung durch ein Eigentor von Des Walker. Scot Gemmill wurde in dieser Partie jedoch nicht eingesetzt. Nachdem die Saison 1991/92 wie im Jahr zuvor als Achter abgeschlossen wurde (Gemmill erzielte acht Tore in 39 Spielen), begann in der neu gegründeten Premier League 1992/93 der Absturz. Forest stieg als Tabellenletzter in die zweite Liga ab.
Teamkollegen wie Roy Keane und Nigel Clough wechselten den Verein und so stand seine Mannschaft vor einem Neuaufbau, der speziell durch die Verpflichtung des jungen Stan Collymore sehr gut gelang. Collymore erzielte in 27 Ligaspielen 19 Tore und schoss Forest damit im ersten Zweitligajahr wieder zurück in die erste Liga. Das Team hatte einen zweiten Tabellenplatz hinter Crystal Palace erreicht. Auch Gemmill (30 Spiele/8 Tore) gelang eine gute Spielserie.
Die Rückkehr in die Premier League 1994/95 geriet zum Triumph, denn der Aufsteiger erreichte einen dritten Tabellenplatz hinter Meister Blackburn Rovers und Vize Manchester United. In seinem ersten Auftritt auf internationalen Parkett scheiterte Gemmill erst im Viertelfinale des UEFA-Pokal 1995/96 am FC Bayern München, die später den Titel holen sollten. In der Liga reichte es zu Platz 9.
Umso überraschender war der erneute Absturz in der Spielzeit 1996/97, die wieder den Gang als Tabellenletzter in die zweite Liga ergab. Gemmill blieb auch diesmal seinem Verein im Gegensatz zu Stuart Pearce treu und erlebte einen abermaligen direkten Wiederaufstieg, diesmal sogar als Meister der zweiten Liga. Überragend war diesmal das Sturmduo Pierre van Hooijdonk (41 Spiele/29 Tore) und Kevin Campbell (42 Spiele/23 Tore). Durch eine unglückliche Transferpolitik unter Trainer Dave Bassett folgte jedoch erstmals der direkte Wiederabstieg. Bereits vor seinem dritten Abstieg wechselte Scot Gemmill Ende März 1999 den Verein und schloss sich für £250.000 Ablöse dem FC Everton an.
Everton beendete das Jahr auf Tabellenplatz 14 und fand auch in den folgenden Jahren seinen Platz stets im unteren Tabellendrittel der Premier League. Eine Ausnahme bildete die Premier League 2002/03 in der Gemmils Mannschaft einen siebenten Platz belegte, damit die internationale Teilnahme jedoch knapp verpasste. Scot Gemmill kam besonders nach dem Trainerwechsel von Walter Smith zu David Moyes nur noch selten zum Einsatz. Bereits im Laufe der Folgesaison wechselte er auf Leihbasis zu Preston North End in die zweite englische Liga.
Zu Beginn der nächsten Spielzeit führte in sein Weg zu Leicester City und damit zurück in die East Midlands. Nach zwei Jahren in der zweiten Liga und unregelmäßigen Einsatzzeiten mit einem Kurztrip zu Oxford United wechselte Gemmill als Spielertrainer in die australische A-League zu den New Zealand Knights. Dort beendete er nach dem Jahr seine Spielerlaufbahn.

## Schottische Nationalmannschaft
Scot Gemmil war wie sein Vater für die schottische Fußballnationalmannschaft aktiv und nahm an der Fußball-Europameisterschaft 1996 und der Fußball-Weltmeisterschaft 1998 teil, ohne jedoch zum Einsatz zu kommen.